# Босния и Герцеговина на зимних Олимпийских играх 2010
Босния и Герцеговина на зимних Олимпийских играх 2010 была представлена 5 спортсменами (2 мужчин, 3 женщины), которые выступили в соревнованиях по горнолыжному спорту, биатлону и лыжным гонкам.

## Результаты соревнований

### Биатлон
Женщины
| Соревнование         | Спортсмены    | Стрельба | Результат | Место |
| -------------------- | ------------- | -------- | --------- | ----- |
| Спринт               | Карисик, Таня | 2+0      | 25:24,1   | 88    |
| Индивидуальная гонка | Карисик, Таня | 1+1+2+   | DNF       | —     |

### Лыжные виды спорта

#### Горнолыжный спорт
Мужчины
| Соревнование      | Спортсмены  | 1 спуск | 2 спуск | Всего   | Место |
| ----------------- | ----------- | ------- | ------- | ------- | ----- |
| Гигантский слалом | Марко Рудич | 1:26,85 | 1:29,51 | 2:56,36 | 58    |
| Слалом            | Марко Рудич | 53,70   | 55,46   | 1:49,16 | 36    |

Женщины
| Соревнование      | Спортсмены     | 1 спуск | 2 спуск | Всего   | Место |
| ----------------- | -------------- | ------- | ------- | ------- | ----- |
| Гигантский слалом | Жана Новакович | 1:22,77 | 1:18,02 | 2:40,79 | 41    |
| Гигантский слалом | Майя Клепич    | 1:27,37 | 1:22,97 | 2:50,34 | 52    |
| Слалом            | Жана Новакович | 58,19   | 57,76   | 1:55,95 | 40    |
| Слалом            | Майя Клепич    | 59,43   | DNF     | —       | —     |

#### Лыжные гонки
Мужчины
Дистанция
| Соревнование           | Спортсмен         | Результат | Место |
| ---------------------- | ----------------- | --------- | ----- |
| 15 км свободным стилем | Младен Плакалович | 39:41,4   | 78    |

Женщины
Дистанция
| Соревнование           | Спортсмены   | Результат | Место |
| ---------------------- | ------------ | --------- | ----- |
| 10 км свободным стилем | Таня Карисик | 31:30,4   | 71    |